# Tunisavia
Tunisavia — чартерная авиакомпания, базирующаяся в Тунисе. Её основная база — международный аэропорт Тунис-Карфаген. 

## История

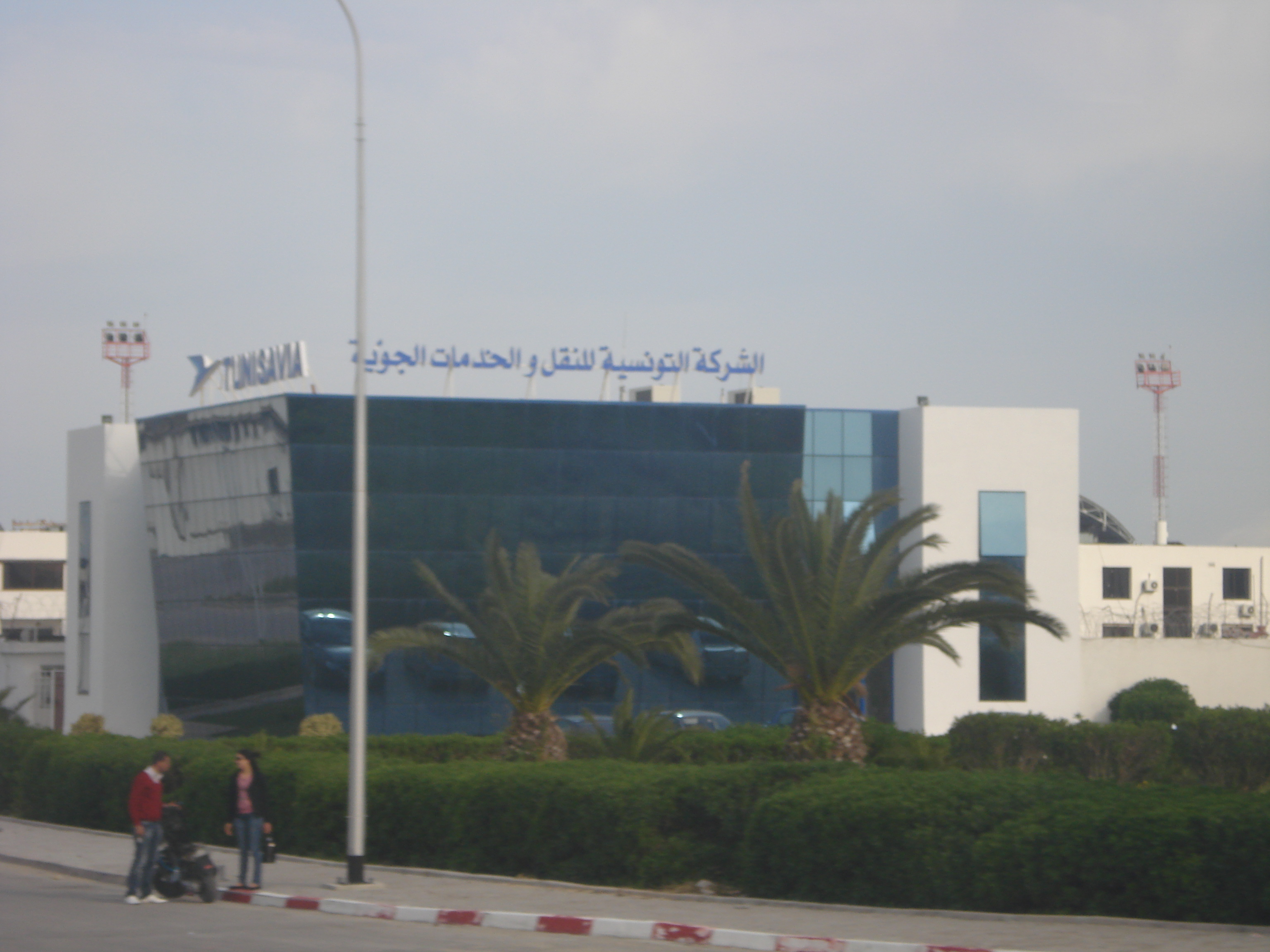
Штаб-квартира авиакомпании в Тунисе

Tunisavia была основана в 1974 году. Она обеспечивает авиационную поддержку нефтяных и газовых компаний, медицинскую эвакуацию, авиационные работы, бизнес-авиацию и обслуживание аэропортов.

## Воздушный флот
Воздушный флот авиакомпании состоит из 11 судов:
- 2 самолёта de Havilland Canada DHC-6 Twin Otter
- 2 самолёта Bombardier Challenger 600
- 2 вертолёта Aérospatiale AS.365 N Dauphin
- 5 вертолётов Aérospatiale AS.365 N3 Dauphin